# Гаурлик, Аркадий Викентьевич
Аркадий Викентьевич Га́урлик (1910 год, Лида, Гродненская губерния, Российская империя — дата и место смерти не известны, СССР) — колхозник, директор Луговской МТС, Герой Социалистического Труда (1948).

## Биография
Родился в 1910 году в городе Лида, Гродненская губерния. В 1934 году переехал в Талды-Курганскую область, где с 1938 года стал работать агрономом в Мергенской МТС. Позднее был назначен директором Луговской МТС.
В 1947 году Луговская МТС под руководством Аркадия Гаурлика перевыполнила план на 124 %, в 1948 году — на 141 %. Весной 1947 года Луговская МТС вспахала 71 497 гектаров земли и собрала по 11,9 центнеров пшеницы с каждого гектара. За эффективную управленческую деятельность, благодаря которой в 1947 году был собран богатый урожай, Аркадий Гаурлик в 1948 году был удостоен звания Героя Социалистического Труда.

## Награды
- Медаль «Серп и Молот» (1948);
- Орден Ленина (1948);
- 2 ордена Трудового Красного Знамени (1947, 1957)